# Lai Xiaomin
Lai Xiaomin (en chinois 赖小民), né le 21 juillet 1962 à Ruijin dans le Jiangxi et mort le 29 janvier 2021 à Tianjin, est un homme politique et homme d'affaires chinois.
Ex-secrétaire du Parti communiste chinois et président du Huarong Asset Management de 2012 à 2018, il est accusé de corruption en 2018 et exclu du PCC,. 
Reconnu coupable de polygamie et de corruption pour avoir touché 1,79 milliard de yuans de pots-de-vin, il est condamné à mort le 5 janvier 2021,,,. Il est exécuté le 29 janvier 2021. Ses aveux ont été diffusés par la télévision chinoise publique, CCTV.